# Bubona
Bubona est la déesse protectrice des bœufs dans la mythologie romaine.
Bubona n'est cité que par Saint-Augustin qui s'en moque comme d'une divinité mineure. Elle est par ailleurs inconnue des auteurs classiques. Si elle n'est pas une invention d'Augustin, elle pourrait alors faire partie des Di indigetes, les divinités indigènes de la religion romaine.

## Étymologie
Le nom de Bubona dérive du latin bos (génitif bovis, d'où le français « bovin »), qui signifie généralement « bœuf » au singulier et « bétail » au pluriel (bubus au datif et à l'ablatif pluriel ; comparer avec bubulcus, « celui qui conduit ou garde le bétail »). La formation de ce théonyme a été comparée à celle de Bellone, « celle qui préside à la guerre (bellum) », Pomone, « celle qui préside aux fruits du verger (pomum) » et Épona, la déesse chevaline romano-celtique (du gaulois epos, « cheval »), dont l'image était placée dans les écuries comme tutélaire des animaux.

## Mentions
Augustin mentionne Bubona dans deux passages. Outre le passage sur les théonymes et les personnifications divines, il la cite parmi plusieurs autres divinités ayant des fonctions spécifiques pour les Romains, contrairement au dieu unique des Juifs.
Georg Wissowa pensait qu'une fête du bétail (ludi boum causa) mentionnée par Pline devait être dédiée à Bubona. Ceux qui célébraient les rites étaient appelés Bubetii, un titre qui n'apparaît que chez Pline. Aucun texte ni inscription ne confirme cette allégation cependant.

## Tradition classique
Au XVIIIe siècle, les jardins à la française comportaient souvent des sculptures de divinités classiques, choisies en fonction de leur adéquation à la fonction du lieu : Sylvanus pour un bosquet, par exemple, ou Pomone pour un verger. Bubona figurait parmi celles recommandées pour les « petits enclos à moutons ».

### Pages connexes
- Liste des divinités mineures romaines
- Di indigetes